# Topologischer Vektorraum
Ein topologischer Vektorraum ist ein Vektorraum, auf dem neben seiner algebraischen auch noch eine damit verträgliche topologische Struktur definiert ist.

## Definition
Sei {\displaystyle \mathbb {K} \in \{\mathbb {R} ,\mathbb {C} \}}. Ein {\displaystyle \mathbb {K} }-Vektorraum {\displaystyle E}, der zugleich topologischer Raum ist, heißt topologischer Vektorraum, wenn folgende Verträglichkeitsaxiome gelten:
- Die Vektoraddition {\displaystyle E\times E\to E} ist stetig,
- Die Skalarmultiplikation {\displaystyle \mathbb {K} \times E\to E} ist stetig.

## Bemerkungen
- Es ist wichtig, dass die beiden genannten Abbildungen nicht nur komponentenweise stetig sind.
- Manchmal wird auch zusätzlich gefordert, dass {\displaystyle E} ein Kolmogoroff-Raum (d. h. T0-Raum) ist, also verschiedene Punkte stets topologisch unterscheidbar sind. Daraus folgt für topologische Vektorräume bereits die Hausdorffeigenschaft (d. h. T2-Raum).
- {\displaystyle (E,+)} ist eine topologische Gruppe.
- Für einen topologischen Vektorraum {\displaystyle E} lässt sich in sinnvoller Art und Weise der topologische Dualraum {\displaystyle E'} erklären.
- In jedem topologischen Vektorraum sind die Abbildungen, die eine Verschiebung um einen bestimmten Vektor oder eine Streckung um einen von Null verschiedenen Skalar darstellen, Homöomorphismen. Daher reicht es, topologische Eigenschaften des Raumes im Ursprung zu betrachten, da jede Menge homöomorph in den Ursprung verschoben werden kann.

## Beispiele
- Die wichtigsten Beispiele sind die normierten Vektorräume, darunter die Banachräume. Wichtige konkrete Beispiele sind hier der Euklidische Vektorraum, die {\displaystyle L^{p}}-Räume (mit {\displaystyle 1\leq p\leq \infty }) und Sobolev-Räume.

- Allgemeinere Beispiele sind die lokalkonvexen Räume, darunter die Fréchet-Räume. Wichtige konkrete Beispiele sind hier die Räume der Distributionentheorie, also {\displaystyle {\mathcal {D}}\left(\Omega \right)}, {\displaystyle {\mathcal {S}}\left(\Omega \right)}, {\displaystyle {\mathcal {E}}\left(\Omega \right)}, {\displaystyle {\mathcal {E}}'\left(\Omega \right)},  {\displaystyle {\mathcal {S}}'\left(\Omega \right)} und {\displaystyle {\mathcal {D}}'\left(\Omega \right)}.

- Die Menge {\displaystyle \textstyle \ell ^{p}:=\{(x_{n})_{n}\in {\mathbb {K} }^{\mathbb {N} };\,\sum _{n=1}^{\infty }|x_{n}|^{p}<\infty \}} ist ein Vektorraum, der für {\displaystyle 0<p<1} mit der Metrik {\displaystyle \textstyle d_{p}((x_{n})_{n},(y_{n})_{n}):=\sum _{n=1}^{\infty }|x_{n}-y_{n}|^{p}} zu einem topologischen Vektorraum wird, der nicht lokalkonvex ist.

- Allgemeiner seien {\displaystyle (X,\mu )} ein Maßraum und {\displaystyle 0<p<1}. Dann macht die Metrik {\displaystyle \textstyle d_{p}(f,g):=\int _{X}|f(x)-g(x)|^{p}\mathrm {d} \mu (x)} den  Lp-Raum {\displaystyle L^{p}(X,\mu )} zu einem topologischen Vektorraum, der im Allgemeinen nicht lokalkonvex ist. Ist {\displaystyle X={\mathbb {N} }} und {\displaystyle \mu } das Zählmaß, so erhält man das obige Beispiel {\displaystyle \ell ^{p}}. Der Raum {\displaystyle L^{p}([0,1])} besitzt außer dem Nullfunktional kein weiteres stetiges lineares Funktional.

- Jeder Vektorraum ist mit der chaotischen Topologie, das heißt nur die leere Menge und der gesamte Raum sind offen, ein topologischer Vektorraum.

## Topologische Eigenschaften
- Jeder topologische Vektorraum ist als abelsche, topologische Gruppe ein uniformer Raum. Damit ist er insbesondere stets ein R0-Raum und erfüllt das Trennungsaxiom T3 (in der Bedeutung, dass T0 nicht miteingeschlossen ist). Mittels dieser uniformen Struktur kann man Vollständigkeit und gleichmäßige Stetigkeit definieren. Jeder topologische Vektorraum kann vervollständigt werden und lineare stetige Abbildungen zwischen topologischen Vektorräumen sind gleichmäßig stetig.
- Für einen topologischen Vektorraum {\displaystyle X} gilt: {\displaystyle X} ist T0 {\displaystyle \Leftrightarrow } {\displaystyle X} ist T1 {\displaystyle \Leftrightarrow } {\displaystyle X} ist T2 {\displaystyle \Leftrightarrow }{\displaystyle X} ist ein Tychonoff-Raum.
- Jeder topologische Vektorraum besitzt eine Nullumgebungsbasis aus abgeschlossenen und ausgewogenen Mengen. Nach dem Normierbarkeitskriterium von Kolmogoroff ist ein hausdorffscher topologischer Vektorraum genau dann normierbar, wenn er eine beschränkte und konvexe Nullumgebung besitzt.
- In lokalkonvexen hausdorffschen topologischen Vektorräumen gilt der Satz von Hahn-Banach, sodass die Existenz „vieler“ stetiger linearer Funktionale gesichert ist. Diese Tatsache erlaubt es, für solche Räume eine reichhaltige Dualitätstheorie aufzustellen, die für allgemeine topologische Vektorräume in dieser Form nicht gilt. Im Extremfall, wie im obigen Beispiel {\displaystyle L^{p}([0,1])}, ist das Nullfunktional das einzige stetige lineare Funktional.